# Gregory Slade
Gregory Slade (n. 19 mai 2002) este un sportiv britanic. A participat la competiții asociate Jocurilor Olimpice în care a câștigat o medalie de argint.